# Gra dóbr publicznych

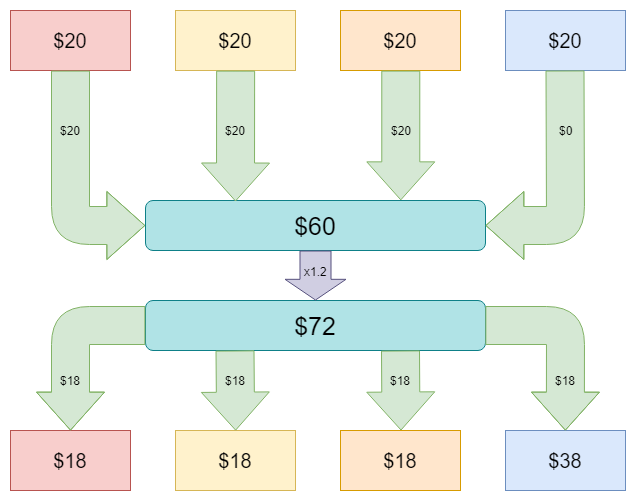
Diagram gry dóbr publicznych

Gra dóbr publicznych (gra dobra publicznego) – gra w teorii gier i ekonomii eksperymentalnej. W podstawowej postaci uczestniczące osoby podejmują w sekrecie decyzję, jak wiele z prywatnych żetonów dołożyć do publicznej puli. Pula ta jest następnie mnożona o czynnik, który jest większy od jedności, i mniejszy od liczby grających, a uzyskana kwota jest wypłacana wszystkim po równo, niezależnie od indywidualnego wkładu (co ma odzwierciedlać działanie dobra publicznego). Każda z osób zachowuje żetony, których nie wydała. Gra podejmuje problem zawodności rynku w obecności pozytywnych efektów zewnętrznych, asymetrii informacji i efektu gapowicza. Zbliżoną strukturę i przebieg ma gra koordynacyjna.

## Charakterystyka gry
Strategią optymalną w sensie Pareto jest dołożenie przez wszystkie osoby całości żetonów do wspólnej puli. Maksymalizuje to zarówno indywidualny, jak i ogólny zysk. Gra dąży jednak z reguły do innego rozwiązania: strategią optymalną dla indywidualnych graczy, i analityczną równowagą Nasha jest zerowy wkład każdej osoby. Każdy w pełni racjonalny gracz maksymalizuje w ten sposób oczekiwany indywidualny zysk, niezależnie od decyzji pozostałych uczestników. 
W praktyce, około połowa osób biorących udział w grze po raz pierwszy wykazuje wyższą skłonność do kooperacji; w wariantach z powtórzeniami składek i wypłat odsetek ten maleje w każdej rundzie. Bezwarunkowo egoistyczną strategię zgodną z równowagą Nasha stosuje wyjściowo ok. 30% graczy. Warianty dopuszczające możliwość komunikacji, jawność indywidualnych wkładów, czy odpłatnego nagradzania altruistów i karania gapowiczów, demonstrują, że opcje te znacząco podnoszą stopę wpłat.

## Interpretacje
Nazwa gry odwołuje się do ekonomicznego pojęcia dobra publicznego. Jest to typ dobra, którego konsumpcja nie jest ograniczona, ani praktycznie możliwa do ograniczenia do podmiotu, który je ufundował – przynosi darmowe korzyści także innym osobom. Teoria ekonomiczna sugeruje, że dobra tego typu przez swoje właściwości nie będą na całkowicie prywatnym rynku produkowane na optymalnym (np. w sensie Pareto) poziomie, ponieważ żadna jednostka z osobna nie ma wystarczającego motywu do ich finansowania. Gra dóbr publicznych służy do konceptualnego i eksperymentalnego badania tej teorii.
Empiryczny fakt, że jednostki pochodzące z różnorodnych społeczeństw i kultur mają wyjściowo „irracjonalnie” wysoką skłonność do altruizmu, zmieniającą się wraz z warunkami gry, łączy teorię gier z mechanizmami ewolucyjnymi, psychologicznymi i socjologicznymi, takimi jak normy kulturowe, zaufanie społeczne czy dobór krewniaczy.